# Leucastea plagiata
Leucastea plagiata is een keversoort uit de familie halstandhaantjes (Megalopodidae). De wetenschappelijke naam van de soort werd in 1834 gepubliceerd door Johann Christoph Friedrich Klug.